# Řecko na Letních olympijských hrách 1972
Řecko se účastnilo Letní olympiády 1972 v německém Mnichově. Zastupovalo ho 60 sportovců (58 mužů a 2 ženy) v 9 sportech.

## Medailisté
| Medaile | Jméno               | Sport    | Soutěž                      |
| ------- | ------------------- | -------- | --------------------------- |
| Stříbro | Petros Galaktopulos | Zápas    | muži, řecko-římský do 74 kg |
| Stříbro | Ilias Khatzipavlis  | Jachting | Družstvo mužů Soling        |